# CANFLEX
CANFLEXはカナダ原子力公社が韓国原子力研究院(KAERI)とともに開発したCANDU炉用燃料集合体であり、"CANDU FLEXible fuelling"の略である。CANFLEXは大きな運転・安全余裕を持ち、設備寿命の延長や経済性の改善、出力増大などの効果がある。
CANFLEX燃料集合体は43本の燃料棒を束ねたもので、直径が約10cm、長さは50cmで重量は約20kgである。この他に、37本束ねた標準型燃料集合体もある。直径が異なる燃料棒を使用することで燃料効率を高めるように設計されており、集合体からの出力が同じ場合でも最も熱い燃料棒の熱定格を下げられるようになっている。また、燃料から周囲の冷却材への熱交換効率を高めるため、幾何学的な配置が工夫されている。カナダ・ニューブランズウィック州のポイント・ルプロー原子力発電所に24体のCANFLEXを装荷して試験が行われ、予想通りの性能と各種規制への適合が確認された。
ブルース原子力発電所では2006年に燃料をCANFLEXに置き換えるとされている。